# Haltichella variicolor
Haltichella variicolor är en stekelart som beskrevs av Masi 1929. Haltichella variicolor ingår i släktet Haltichella och familjen bredlårsteklar.
Artens utbredningsområde är Filippinerna. Inga underarter finns listade i Catalogue of Life.